# Stardust (jeu vidéo)
Pour les articles homonymes, voir Stardust.
Stardust est un jeu vidéo de type shoot them up développé par le studio finlandais Bloodhouse, sorti en 1993 sur l'ordinateur Amiga 500. Il a été adapté sur PC en 1994 et Atari STE en 1995. Une version étendue du jeu, Super Stardust, est sortie en 1995 sur Amiga 1200 et Amiga CD32 et en 1996 sur PC.
Sur le principe d'Asteroids (1979), le joueur contrôle un vaisseau en vue de dessus dans un décor fixe et doit faire face à des champs de météorites et des vagues d'ennemis. Le jeu présente des phases intermédiaires, les séquences Warp, en pseudo 3D et des niveaux bonus dans des cavernes. La réalisation du titre se démarque par des rendus en ray tracing et une bande-son dynamique.
Le jeu a donné suite à Super Stardust HD sur PlayStation 3 en 2007.
De même qu'une version sur Ps vita (et une démo)sortie le 22 février, le jour du lancement de la console.

## Développement
Stardust et Super Stardust sont les deux premiers jeux de Bloodhouse, un studio basé à Helsinki. En 1995, il fusionne avec un autre studio finlandais, Terramarque (Elfmania), pour former Housemarque. Le jeu a été conçu et programmé par Harri Tikkanen.
La version Atari STE est adapté par Jani Penttinen avec une musique de Tero Kostermaa et Risto Vuori. C'est l'un des rares jeux tirant partie des spécificités supérieures de l'Atari STE par rapport à l'Atari ST.